# 侯元棐
侯元棐，字友召，号兔园，河南杞县人，清朝政治人物、進士出身。

## 生平
順治十八年（1661年），登辛丑科進士，官至浙江德清縣知縣。著有《问渡小草》。